# Philiris intensa
Philiris intensa är en fjärilsart som beskrevs av Butler 1876. Philiris intensa ingår i släktet Philiris och familjen juvelvingar. Inga underarter finns listade i Catalogue of Life.

## Bildgalleri

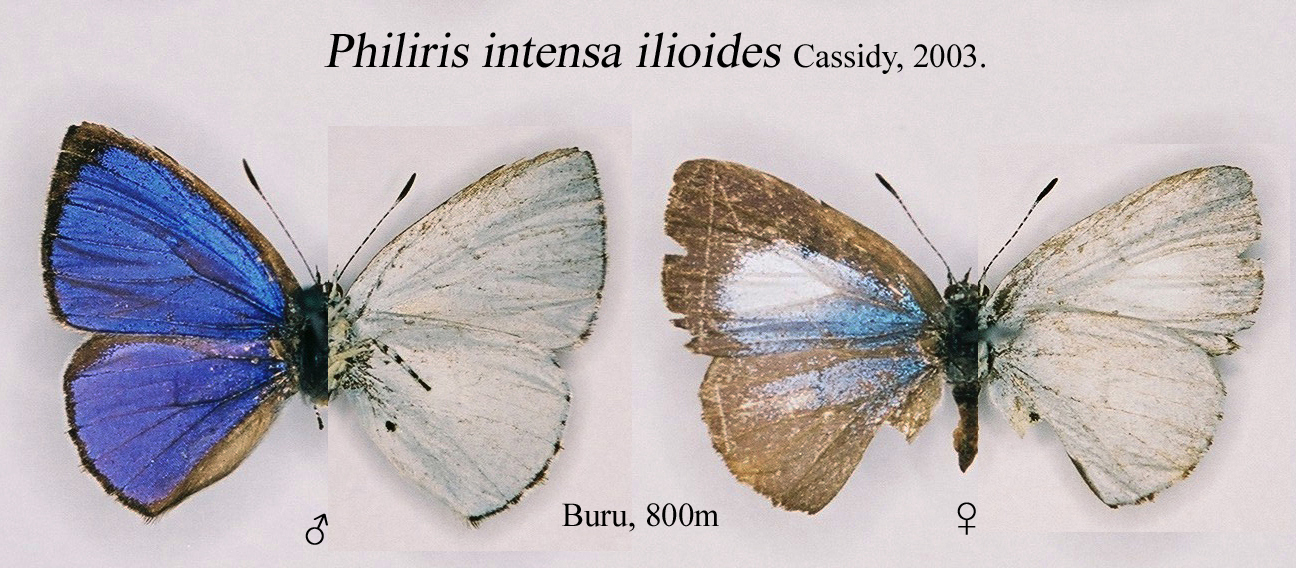
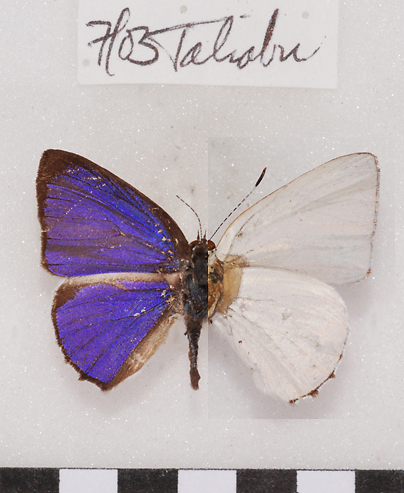